# Saison 4 de ReGenesis
Chronologie
Saison 3 de ReGenesis
Cet article présente le guide des épisodes de la quatrième saison de la série télévisée ReGenesis.

## Acteurs Principaux
- Peter Outerbridge : David Sandström
- Dmitry Chepovetsky : Bob Melnikov
- Mayko Nguyen : Mayko Tran
- Greg Bryk : Weston Field
- Elliot Page : Lilith Sandström
- Conrad Pla (en) : Carlos Serrano
- Wendy Crewson : Rachel Woods

## Acteurs Secondaires récurrents
- Geraint Wyn Davies (en) : Carleton Riddlemeyer
- Rosa Laborde : Nina

## Épisode 1:Le Patient zéro
- Titre original : TB or Not TB
- Titre français : Le Patient zéro
- Numéro(s) : 40 (4-1)
- Scénariste(s) : David Young
- Réalisateur(s) : Jerry Ciccoritti
- Acteurs secondaires : Don Allison (Habitant de Hudson Point), Chad Connell (Tom Gleason), Ennis Esmer (Daniel Peters), Victor Garber (Oliver Roth), April Hoyt (Habitante de Hudson Point), Amanda Martinez (Isobel Munoz), Colette Micks (La Mère de Lola), Mateo Morales (ado), Pascal Petardi (Rico), Mauricio Rodas (Zapatista), Raul Tome (Officier de l'armée mexicaine), Clare White (Lola)
- Diffusion(s) : 
  -  Canada : le 2 mars 2008 sur The Movie Network
  -  France : le 27 février 2009 sur Sci Fi
- Synopsis :

## Épisode 2:Champignons vénéneux
- Titre original : La Consecuencia
- Titre français : Champignons vénéneux
- Numéro(s) : 41 (4-2)
- Scénariste(s) : Meredith Vuchnich
- Réalisateur(s) : Jerry Ciccoritti
- Acteurs secondaires : Amanda Martinez (Isobel Munoz), Pascal Petardi (Rico)
- Diffusion(s) : 
  -  Canada : le 9 mars 2008 sur The Movie Network
  -  France : le 2 mars 2009 sur Sci Fi
- Synopsis :

## Épisode 3:Hépatite
- Titre original : Hep Burn and Melinkov
- Titre français : Hépatite
- Numéro(s) : 42 (4-3)
- Scénariste(s) : Tom Chehak
- Réalisateur(s) : John L'Ecuyer
- Acteurs secondaires : Kristi Angus (Megan), Von Flores (Dr. Lee), Helen MacDonald (Jenny), Sam Malkin (Glenn Paulson), Debra McMillan (Prostituée asiatique), Anthny McRae (racaille), Talia Russo (Prostituée égyptienne), Rob Stewart (Dr. Martin Cove)
- Diffusion(s) : 
  -  Canada : le 16 mars 2008 sur The Movie Network
  -  France : le 3 mars 2009 sur Sci Fi
- Synopsis :

## Épisode 4:Le Baiser
- Titre original : The Kiss
- Titre français : Le Baiser
- Numéro(s) : 43 (4-4)
- Scénariste(s) : Peter Smith
- Réalisateur(s) : John L'Ecuyer
- Acteurs secondaires : James B. Douglas (Dr. Kavanaugh), Kathryn Haggis (Vétérinaire), Jenny Hall (Infirmière), Marvin Ishmael (Dr. Singh), Liisa Repo-Martell (Marie Gervais), Peter Stacy (Ralph Gervais), Rob Stewart (Dr. Martin Cove)
- Diffusion(s) : 
  -  Canada : le 23 mars 2008 sur The Movie Network
  -  France : le 4 mars 2009 sur Sci Fi
- Synopsis :

## Épisode 5:Le Poison du soupçon
- Titre original : Suspicious Minds
- Titre français : Le Poison du soupçon
- Numéro(s) : 44 (4-5)
- Scénariste(s) : Shelley Eriksen
- Réalisateur(s) : Clement Virgo
- Acteurs secondaires :
- Diffusion(s) : 
  -  Canada : le 30 mars 2008 sur The Movie Network
  -  France : le 5 mars 2009 sur Sci Fi
- Synopsis :

## Épisode 6:À Bout de souffle
- Titre original : Race Fever
- Titre français : À Bout de souffle
- Numéro(s) : 45 (4-6)
- Scénariste(s) : Ian Carpenter
- Réalisateur(s) : Clement Virgo
- Acteurs secondaires : James Allodi (Dr. Gordon Petras), Sarah Carver (Erica Browne), François Klanfer (Martin Riopelle), William Kowalczyk (cycliste allemand), Patricia Marceau (Dr. Chenard), David-William Martel (Cycliste québécois), Ari Millen (Greg Fitzsimmons), Jeff Roop (Milo), Madeleine Workman (Maya Browne)
- Diffusion(s) : 
  -  Canada : le 6 avril 2008 sur The Movie Network
  -  France : le 6 mars 2009 sur Sci Fi
- Synopsis :

## Épisode 7:Nina.com
- Titre original : Hearts & Minds
- Titre français : Nina.com
- Numéro(s) : 46 (4-7)
- Scénariste(s) : Avrum Jacobson
- Réalisateur(s) : Kelly Makin
- Acteurs secondaires : Sean Baek (Equipementier), Barry Flatman (Samuel King), Karen LeBlanc (Enuka Okimba), Marcia MacMillan (Reporter), Chuck Shamata (Eric Dixon), Rhona Shekter (Dr. Van Horne)
- Diffusion(s) : 
  -  Canada : le 13 avril 2008 sur The Movie Network
  -  France : le 9 mars 2009 sur Sci Fi
- Synopsis :

## Épisode 8:Ponte 14
- Titre original : Brood 14
- Titre français : Ponte 14
- Numéro(s) : 47 (4-8)
- Scénariste(s) : Graham Clegg
- Réalisateur(s) : Kelly Makin
- Acteurs secondaires : Karen LeBlanc (Enuka Okimba)
- Diffusion(s) : 
  -  Canada : le 20 avril 2008 sur The Movie Network
  -  France : le 10 mars 2009 sur Sci Fi
- Synopsis :

## Épisode 9:Mauvais génies
- Titre original : Unbottled
- Titre français : Mauvais génies
- Numéro(s) : 48 (4-9)
- Scénariste(s) : Avrum Jacobson
- Réalisateur(s) : James Allodi
- Acteurs secondaires : Anousha Alamian (the enforcer), Salvatore Antonio (Bilal Hassan), Mpho Koaho (Le Leader), Ish Morris (Terroriste)
- Diffusion(s) : 
  -  Canada : le 27 avril 2008 sur The Movie Network
  -  France : le 11 mars 2009 sur Sci Fi
- Synopsis :

## Épisode 10:Sensation étrange
- Titre original : What It Feels Like
- Titre français : Sensation étrange
- Numéro(s) : 49 (4-10)
- Scénariste(s) : Shelley Eriksen
- Réalisateur(s) : Farhad Mann
- Acteurs secondaires : James Allodi (Dr. Gordon Petras), Paula Boudreau (Maggie Berner), Elizabeth Jacobs (Hannah Berner), Okiki Kendall (Infirmière), Kathleen Laskey (Dr. Beth Bruen), Karen LeBlanc (Enuka Okimba)
- Diffusion(s) : 
  -  Canada : le 4 mai 2008 sur The Movie Network
  -  France : le 12 mars 2009 sur Sci Fi
- Synopsis :

## Épisode 11:Exsangue
- Titre original : Bloodless
- Titre français : Exsangue
- Numéro(s) : 50 (4-11)
- Scénariste(s) :
- Réalisateur(s) :
- Acteurs secondaires :
- Diffusion(s) : 
  -  Canada : le 11 mai 2008 sur The Movie Network
  -  France : le 13 mars 2009 sur Sci Fi
- Synopsis :

## Épisode 12:Le Clone triste
- Titre original : The Sounds Of Science
- Titre français : Le Clone triste
- Numéro(s) : 51 (4-12)
- Scénariste(s) :
- Réalisateur(s) :
- Acteurs secondaires :
- Diffusion(s) : 
  -  Canada : le 18 mai 2008 sur The Movie Network
  -  France : le 16 mars 2009 sur Sci Fi
- Synopsis :

## Épisode 13:La Vérité
- Titre original : The Truth
- Titre français : La Vérité
- Numéro(s) : 52 (4-13)
- Scénariste(s) :
- Réalisateur(s) :
- Acteurs secondaires :
- Diffusion(s) : 
  -  Canada : le 25 mai 2008 sur The Movie Network
  -  France : le 17 mars 2009 sur Sci Fi
- Synopsis :

La série ReGenesis se termine avec un flashforward d'une quarantaine ou cinquantaine d'années. Le Dr. David Sandström est jugé avec ses autres collaborateurs, Mayko Tran et sa fille Lilith, docteur en paléovirologie. Ils sont jugés pour avoir laissé l'enfant du docteur Robert Melnikov, ou plus simplement son clone, en vie, car à cause de sa mutation génétique, de nombreux rétrovirus se sont « réveillés » et ont donc infecté l'espèce humaine : 1 milliard de morts, voilà le résultat de ce flashforward. Bob est mort en 2024 d'une hémorragie.